# Ferminia cerverai
Ferminia cerverai là một loài chim trong họ Họ Tiêu liêu.
Đây là loài chim có kích thước trung bình màu nâu xám sinh sống trong bụi cây rậm rạp của đầm lầy Zapata, Cuba. Đây là thành viên duy nhất của chi đơn loài ferminia. Loài nài dài khoảng 16 cm, bộ lông tổng thể màu nâu xám, mặc dù có sọc màu đen và xám với phần dưới. Đuôi dài.